# Boettcheria praevolans
Boettcheria praevolans är en tvåvingeart som först beskrevs av Wulp 1896.  Boettcheria praevolans ingår i släktet Boettcheria och familjen köttflugor. Inga underarter finns listade i Catalogue of Life.